# Chiesa del Santissimo Salvatore (Uliveto Terme)
La chiesa del Santissimo Salvatore di Uliveto Terme è la chiesa titolare della parrocchia fin dal X secolo.
Inizialmente intitolata a san Salvatore, ha visto nei vari secoli aggiungersi a tal titolo altri due, san Prospero e, in tempi più recenti, san Vito. Distrutta in innumerevoli occasioni dalle piene del fiume Arno, è stata ricostruita ogni volta più a nord, verso il monte, in posizione più elevata e quindi più protetta dalle esondazioni. L'ultima è stata completata nel 1857 e sorge tra il monte e l'attuale strada provinciale 2 Vicarese, all'altezza del vecchio campo sportivo.

## Storia
La prima notizia riguardo alla comunità di San Salvadoris de Oliveto risale al 31 ottobre 1096, quando risulta appartenere al pievanato di San Cassiano insieme alla vicina chiesa di San Prospero. L'arcivescovo di Pisa Carlo Antonio Dal Pozzo decise di trasferire la responsabilità della comunità al piviere di Caprona il 26 ottobre 1596.
L'antico edificio, i cui resti sono oggi visibili nei pressi della nuova chiesa parrocchiale, aveva un aspetto romanico e una struttura interamente in pietra verrucana a conci quadrati. L'aula era unica, lunga e stretta, di forma quadrilatera con un'abside semicircolare sul lato orientale. Aveva due altari laterali, dedicati a San Rocco e al Santissimo Rosario, e diversi affreschi con figure di santi. In epoca più tarda venne aggiunto un corpo a pianta quadrata, probabilmente un campanile, sull'angolo nord-est.
In seguito ai ripetuti danni provocati dalle numerose piene dell'Arno, la struttura venne demolita nel 1854 e riadattata a piccolo cimitero. I migliori materiali di risulta furono utilizzati per l'edificazione della nuova chiesa, ideata dall'architetto pesciatino Pietro Bernardini e finanziata dai fratelli Andrea e Benedetto Upezzinghi.
Il 30 marzo 1857 i due nobili cedettero all'arcivescovo di Pisa il patronato dell'edificio, consacrato il 22 aprile dello stesso anno.
Il fonte battesimale è stato inaugurato l'8 maggio 1921.
Nel braccio di destra del transetto si trova l'organo a canne Agati-Tronci opus 1140, risalente al 1892.
.L'altare coram populo è stato inaugurato domenica 15 novembre 1970.